# اورتون (نوادا)
اورتون (به انگلیسی: Overton) یک منطقهٔ مسکونی در ایالات متحده آمریکا است که در شهرستان کلارک، نوادا واقع شده‌است.